# Gilbert Creek (Virginia Occidental)
Gilbert Creek es un lugar designado por el censo ubicado en el condado de Mingo en el estado estadounidense de Virginia Occidental. En el Censo de 2010 tenía una población de 1090 habitantes y una densidad poblacional de 36,37 personas por km².

## Geografía
Gilbert Creek se encuentra ubicado en las coordenadas 37°34′11″N 81°53′26″O / 37.56972, -81.89056. Según la Oficina del Censo de los Estados Unidos, Gilbert Creek tiene una superficie total de 29.97 km², de la cual 29.97 km² corresponden a tierra firme y (0%) 0 km² es agua.

## Demografía
Según el censo de 2010, había 1090 personas residiendo en Gilbert Creek. La densidad de población era de 36,37 hab./km². De los 1090 habitantes, Gilbert Creek estaba compuesto por el 99.45% blancos, el 0.09% eran afroamericanos, el 0% eran amerindios, el 0% eran asiáticos, el 0% eran isleños del Pacífico, el 0% eran de otras razas y el 0.46% pertenecían a dos o más razas. Del total de la población el 0.37% eran hispanos o latinos de cualquier raza.